# Cipolla rossa di Tropea Calabria
La cipolla rossa di Tropea Calabria, o anche cipolla rossa di Tropea, è il nome dato alla cipolla rossa (Allium cepa) coltivata tra Nicotera, in provincia di Vibo Valentia, e Campora San Giovanni, in provincia di Cosenza, e lungo la fascia tirrenica. Viene prevalentemente prodotta tra Briatico e Capo Vaticano.

## Descrizione
È coltivata in queste zone da oltre duemila anni, importata dai Fenici, e da oltre un secolo, ora abbinata al turismo e vista come uno dei simboli della regione, contribuisce allo sviluppo socioeconomico della zona. La dolcezza dell'ortaggio pare dipenda dal microclima particolarmente stabile nel periodo invernale, senza sbalzi di temperatura per l'azione di mitezza esercitata dalla vicinanza del mare, e dai terreni freschi e limosi, che determinano le caratteristiche pregiate del prodotto.
La forma è rotonda oppure ovoidale, il colore bianco internamente e rosso all'esterno.
Plinio il Vecchio, nella Naturalis historia, fa riferimento alla cipolla rossa come rimedio per curare una serie di mali e di disturbi fisici.

## Proprietà organolettiche e componenti vitaminici e minerali
Il gusto è determinato in particolare dalla consistente presenza di zuccheri tra i quali glucosio, fruttosio, saccarosio. Contribuisce alla dieta alimentare con circa 20 calorie per 100 grammi di prodotto fresco.

Logo del consorzio di Tutela Cipolla Rossa di Tropea calabria

Questo ortaggio contiene vitamina C, vitamina E, ferro, selenio, iodio, zinco e magnesio.

## Stagionalità
In funzione della tecnica adottata (piantamento dei bulbi, semina diretta, trapianto), la coltivazione può iniziare da fine agosto a inizio ottobre, e la conseguente raccolta da ottobre anche fino a marzo.